# Bassaricyon gabbii lasius
El olingo de Harris (Bassaricyon lasius) es un mamífero carnívoro de la familia Procyonidae que habita en América Central. Se encuentra en la Cordillera Central de Costa Rica. Debido a la incertidumbre en su clasificación taxonómica aparece catalogado en la Lista Roja de la UICN como especie con datos insuficientes.
La comparación morfológica de especímenes del género Bassaricyon y el análisis de su ADN permite afirmar que el olingo de Harris es una subespecie de Bassaricyon gabbii, denominada Bassaricyon gabbii lasius.